# İpek Öz
İpek Öz (* 8. Juli 1999 in Istanbul) ist eine türkische Tennisspielerin.

## Karriere
Öz begann mit fünf Jahren das Tennisspielen und spielt überwiegend Turniere auf der ITF Women’s World Tennis Tour, bei der sie bislang fünf Turniere im Einzel und neun im Doppel gewinnen konnte.
Sie spielte ihr erstes Turnier als Profispielerin im September 2013 in Antalya, konnte aber nach fünf Erstrundenniederlagen erst im August 2014 ihr erstes Profimatch gewinnen. Im Oktober 2016 erreichte sie ihr erstes Finale im Doppel bei einem mit 10.000 US-Dollar dotierten ITF-Turnier. Im Dezember 2016 erhielt sie eine Wildcard für den mit 50.000 US-Dollar dotierten Ankara Cup, verlor aber ihre Erstrundenbegegnung deutlich mit 2:6 und 3:6 gegen Marija Marfutina.
Ihr erstes Turnier auf der WTA Tour bestritt İpek Öz Ende April 2017 beim İstanbul Cup, wo sie mit einer Wildcard in der Qualifikation startete. Sie verlor ihr Erstrundenmatch gegen Anna Kalinskaja knapp in drei Sätzen mit 3:6, 6:4 und 5:7. Im Oktober 2017 gewann sie ihr erstes ITF-Turnier im Einzel in Antalya.
Im Jahr 2019 spielte Öz erstmals für die türkische Billie-Jean-King-Cup-Mannschaft; ihre Billie-Jean-King-Cup-Bilanz weist bislang 9 Sieg bei 7 Niederlagen aus.

## Turniersiege

### Einzel
| Nr. | Datum             | Turnier | Kategorie   | Belag | Finalgegnerin             | Ergebnis |
| --- | ----------------- | ------- | ----------- | ----- | ------------------------- | -------- |
| 1.  | 15. Oktober 2017  | Antalya | ITF $15.000 | Sand  | Ilona Georgiana Ghioroaie | 6:3, 6:2 |
| 2.  | 17. November 2019 | Antalya | ITF W15     | Sand  | Johana Marková            | 6:1, 6:3 |
| 3.  | 6. Dezember 2020  | Antalya | ITF W15     | Sand  | Andreea Roșca             | 6:1, 6:1 |
| 4.  | 8. Mai 2022       | Båstad  | ITF W25     | Sand  | Irina Chromatschowa       | 6:3, 6:1 |
| 5.  | 25. Juni 2023     | Ystad   | ITF W40     | Sand  | Astra Sharma              | 6:1, 6:3 |

### Doppel
| Nr. | Datum             | Turnier   | Kategorie   | Belag | Partnerin        | Finalgegnerinnen                        | Ergebnis          |
| --- | ----------------- | --------- | ----------- | ----- | ---------------- | --------------------------------------- | ----------------- |
| 1.  | 12. August 2017   | Istanbul  | ITF $15.000 | Sand  | Berfu Cengiz     | Vasilia Aponasenko Tea Faber            | 6:4, 6:1          |
| 2.  | 7. Oktober 2017   | Antalya   | ITF $15.000 | Sand  | Alina Xabibulina | Réka Luca Jani Sofija Kowalez           | 7:5, 1:6, [11:9]  |
| 3.  | 18. November 2017 | Antalya   | ITF $15.000 | Sand  | Melis Sezer      | Polina Bakhmutina Magdaléna Pantůčková  | 3:6, 7:5, [14:12] |
| 4.  | 8. Juni 2018      | Minsk     | ITF $15.000 | Sand  | Melis Sezer      | Hanna Kubarawa Anna Sisková             | 6:1, 0:6, [10:8]  |
| 5.  | 15. Juni 2018     | Minsk     | ITF $15.000 | Sand  | Melis Sezer      | Margaux Bovy Angelina Schurawljowa      | 6:2, 4:6, [10:5]  |
| 6.  | 29. Juni 2019     | Budapest  | ITF W15     | Sand  | Melis Sezer      | Kristýna Hrabalová Laura Svatíková      | 6:3, 4:6, [15:13] |
| 7.  | 6. Juli 2019      | Prokuplje | ITF W15     | Sand  | Melis Sezer      | Nefisa Berberović Veronika Erjavec      | 7:5, 7:5          |
| 8.  | 10. Januar 2021   | Antalya   | ITF W15     | Sand  | Cemre Anıl       | Federica Arcidiacono Aurora Zantedeschi | 6:2, 3:6, [10:6]  |
| 9.  | 21. Oktober 2022  | Sevilla   | ITF W25     | Sand  | Nika Radišić     | Maryna Kolb Nadija Kolb                 | 7:5, 7:63         |